# Tianeptine
Wikipédia ne donne pas d'avis médical : seul un professionnel (médecin, pharmacien, etc.) est habilité à le faire.
 (mars 2024).
Si vous disposez d'ouvrages ou d'articles de référence ou si vous connaissez des sites web de qualité traitant du thème abordé ici, merci de compléter l'article en donnant les références utiles à sa vérifiabilité et en les liant à la section « Notes et références ».
La tianeptine (Stablon) est une substance chimique qui possède des propriétés antidépressives, analgésiques et sédatives, et qui est utilisée comme antidépresseur.
Elle a été découverte par Science Union et Cie (Servier) dans les années 1960. Sous les noms de commerce Stablon, Coaxil ou Tatinol, c'est un médicament utilisé pour traiter les épisodes dépressifs majeurs.

## Chimie

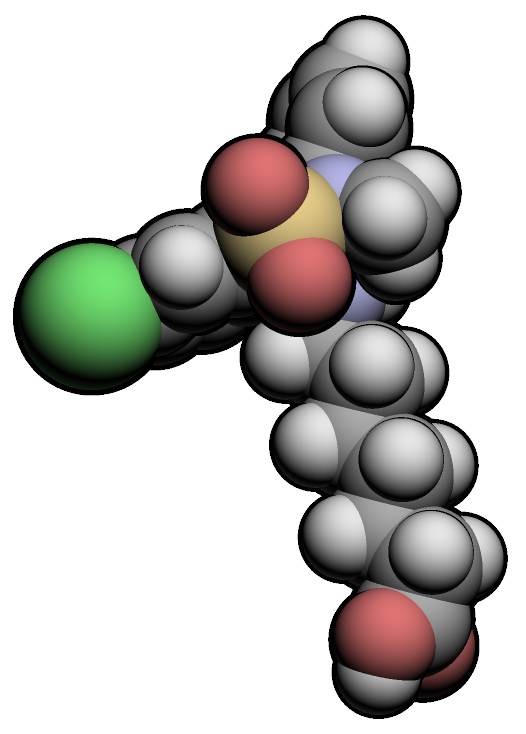
Représentation 3D de la tianeptine

La tianeptine est chimiquement proche de l'amineptine (Survector), produit retiré du marché en France en 1999.
La tianeptine a des similitudes structurales avec les antidépresseurs tricycliques, mais des propriétés pharmacologiques différentes, dont moins d'effets anticholinergiques, une sédation moindre ainsi qu'un faible impact sur l'intervalle QT.

## Intérêt thérapeutique
La tianeptine démontre une efficacité bien supérieure au placebo et obtient un score de guérison semblable à celle de l'imipramine, un ATC (anti-dépresseur tricyclique,) et elle présente moins d'effets secondaires que le tricyclique utilisé dans les études cliniques réalisées en Belgique, Italie, Suisse, Espagne, Portugal et Mexique en double aveugle et vs placebo.
La tianeptine figure sur la liste de médicaments à écarter établie par la revue Prescrire.
En raison du risque de pharmacodépendance, d'abus et d'usage détourné, un arrêté du 8 juin 2012 soumet désormais les médicaments à base de tianeptine à des conditions particulières de prescription et de délivrance.

## Pharmacologie

### Pharmacodynamie
La tianeptine est un promoteur sélectif de la recapture de la sérotonine (SSRE en anglais), opposée à l'action des ISRS. On pense que l'administration à long terme de la tianeptine n'a aucun effet sur les voies sérotoninergiques[réf. nécessaire]. 
La tianeptine augmente la concentration extracellulaire de dopamine dans le noyau accumbens et module les récepteurs D2 et D3 de la dopamine, mais cet effet est modeste et presque certainement indirect.
La tianeptine a de fortes propriétés antidépressives et anxiolytiques[réf. nécessaire].
Des résultats récents indiquent une activité anticonvulsivante et analgésique de la tianeptine et une interaction possible avec les récepteurs A1 de l'adénosine.

### Pharmacocinétique
- Absorption digestive rapide et complète.
- Fixation protéique importante, voisine de 94 %.
- Métabolisme hépatique : bêta-oxydation et N-déméthylation.
- Demi-vie terminale d'élimination : 2,5 heures
- Élimination rénale sous forme de métabolites.

## Indications thérapeutiques
- États dépressifs majeurs.

## Posologie
Wikipédia ne donne pas d'avis médical : seul un professionnel (médecin, pharmacien, etc.) est habilité à le faire.
La posologie recommandée est de 1 comprimé (12,5 mg), 3 fois par jour (matin, midi et soir) en début de repas, dès l’instauration du traitement. Il n'existe pas de posologie maximale autorisée, et celle-ci peut être adaptée à plus de 37,5 mg de tianeptine par jour dans les cas graves de dépression.
 Le thérapeute commence donc le traitement à 37,5 mg par jour, puis pourra augmenter la posologie. Avant 2012 et la nouvelle réglementation sur sa délivrance, le Stablon était parfois utilisé, en France, à des dosages allant de 50 à 75 mg par jour, pour arriver dans des rares cas à 112,5 mg par jour. De telles posologies nécessitaient une étroite surveillance de la bonne observance du traitement. La tianeptine était jusque dans les années 2000 considéré comme un antidépresseur très efficace et présentant beaucoup moins d’effets secondaires que les antidépresseurs plus conventionnels, avec un index thérapeutique large et donc intéressant ; il n’est utilisé aujourd’hui que de manière marginale.
Chez les alcooliques chroniques, même cirrhotiques, aucune adaptation de la posologie n'est nécessaire.
Chez les sujets de plus de 70 ans et chez les sujets atteints d'insuffisance rénale, la posologie doit être limitée à 2 comprimés par jour.

## Effets indésirables
Le traitement à la tianeptine a été étudié à court terme (3 mois) et à long terme (12 mois).
Les études ont porté sur 1 300 à près de 3 000 patients chacune.
Les effets secondaires sont comme suit (amitriptyline vs tianeptine, fréquence en %) :
- sécheresse de la bouche (38 % vs 20 %) ;
- constipation (19 % vs 15 %) ;
- vertiges / syncope (23 % vs 13 %) ;
- somnolence (17 % vs 10 %) ;
- hypotension orthostatique (8 % vs 3 %) ;
- insomnie et rêves intenses (7 % vs 20 %) ;
- abus (0,1 à 0,3 %), dépendance.

## Potentiel d'abus et dépendance
Entre 1987 et 2004, 141 cas d'abus ont été identifiés, soit une incidence de 1 cas pour 1 000 patients traités avec la tianeptine. 
La principale motivation de l'abus est la recherche d'un effet anxiolytique. L'abus de tianeptine s'observe le plus souvent chez des patients avec des troubles préexistants d'abus multisubstances.
La cessation du traitement par la tianeptine peut être difficile, en raison de la possibilité de symptômes de sevrage. 
Un patient aurait consommé pendant plusieurs mois des doses croissantes de tianeptine jusqu'à la dose de 3 000 mg par jour ; il a été sevré en milieu hospitalier. Le rapport indique qu'une tolérance s'est développée et qu'il y avait de forts symptômes de sevrage physique. 
Le ministère de la Santé de Singapour a limité la prescription de la tianeptine aux psychiatres en raison des abus potentiels, tandis que Bahreïn l'a classée substance contrôlée en raison des fréquents abus par les patients.
La tianeptine (sous le nom de Coaxil) a été utilisée par voie intraveineuse par des toxicomanes en Arménie et en Russie. Cette voie d'administration aurait un effet opioïde. Elle est parfois utilisée dans le traitement du syndrome de  sevrage aux opiacés.
En France, selon un arrêté paru au Journal officiel du 20 juin 2012, les modalités de prescription et de délivrance des médicaments contenant de la tianeptine administrés par voie orale sont renforcées à partir du 3 septembre 2012 : le Stablon est soumis à une partie de la réglementation des stupéfiants :
- liste I ;
- durée de prescription limitée à 28 jours ;
- prescription en toutes lettres sur ordonnance sécurisée ;
- chevauchement interdit sauf mention expresse du prescripteur portée sur l’ordonnance ;
- conservation d’une copie de l’ordonnance pendant 3 ans par le pharmacien.

## Avertissement
Une prise prolongée de ce médicament à doses importantes peut dans certains cas provoquer une dépendance. Ce risque de dépendance est généralement observé chez les personnes ayant déjà présenté une dépendance à d'autres médicaments, substances ou à l'alcool.
Il est préférable d'arrêter le traitement progressivement en diminuant la posologie ou en espaçant les prises pour éviter les effets indésirables transitoires, observés en cas d'interruption brutale.

## Contre-indications
La tianeptine ne doit pas être utilisée chez l'enfant de moins de 15 ans.
La tianeptine ne doit pas être utilisée en association avec les IMAO.
Respecter un intervalle de 2 semaines après l'arrêt d'un IMAO.

## Commercialisation
La tianeptine est approuvée en France. Fabriquée et commercialisée par les Laboratoires Servier, elle est également commercialisée dans un certain nombre d'autres pays européens sous le nom commercial Coaxil ainsi qu'en Asie et en Amérique latine sous le nom de Stablon et de Tatinol mais elle n'est pas disponible au Royaume-Uni ni aux États-Unis.